# Георгіївський монастир (Москва)
Георгіївський монастир (рос. Георгиевский монастырь) — російський православний монастир, який знаходився у Москві. Георгіївський монастир виник з давньої парафіяльної церкви святого Георгія Переможця (між Тверською та Великою Дмитрівкою).
Був скасований 1813 року, так як був сильно зруйнований під час Французько-російської війни 1812 року. Два монастирські храми були знесені 1930 року. Збереглися будівлі монастирських келій (Георгіївський провулок, 3–7 / 3; Велика Дмитрівка, 3, 5). В основі будинків синодального відомства по Камергерському провулку також знаходяться ігуменські келії монастиря.
Назва монастиря збереглася в найменуванні Георгієвського провулку.